# Motomondiale 1989
La stagione 1989 è stata la quarantunesima del motomondiale; il calendario si compose di 15 gran premi come l'anno precedente. Per la prima volta si disputò però anche il Gran Premio motociclistico d'Australia, toccando così un nuovo continente e non venne disputato il Gran Premio motociclistico del Portogallo.

## Il contesto
Nessun'altra modifica venne introdotta nel sistema di punteggi dopo quella entrata in vigore nel 1988; come già stabilito fu questa l'ultima stagione di vita della classe 80 che corse peraltro in sole 6 occasioni.
Il campionato, come già precedentemente, si compose all'inizio di alcune trasferte extra-europee, al classico gran premio inaugurale in Giappone seguirono il nuovo Gran Premio motociclistico d'Australia e quello negli Stati Uniti; diversamente dagli anni precedenti, alle prime due prove partecipò anche la classe 125 mentre solo le cilindrate superiori erano previste a Laguna Seca. Curiosamente negli Stati Uniti fu anche la prima volta in cui corsero le motocarrozzette.
La parte centrale del campionato fu come al solito disputata in Europa dove si svolsero 11 prove tra la fine di aprile e la fine di agosto e prima di trasferirsi in Sudamerica per la prova conclusiva in Brasile.
Il campione uscente della classe 500 Eddie Lawson passò dalla Yamaha alla Honda, il cambio risultò proficuo per il pilota statunitense, che divenne il primo a vincere due mondiali consecutivi della mezzo litro con due marche diverse.
Dominio dei centauri spagnoli nelle cilindrate minori, nella classe 250 secondo titolo per Sito Pons e la Honda, mentre in classe 125 il diciannovenne Àlex Crivillé fece suo il titolo con l'artigianale JJ Cobas motorizzata Rotax.
Nella classe 80, giunta all'ultima stagione, Manuel Herreros conquistò l'iride senza vincere neanche una gara. Terzo titolo consecutivo nei sidecar per il britannico Steve Webster.

## Il calendario
| Data Resoconto         | Gran Premio (Circuito)                       | Vincitori         | Vincitori      | Vincitori     | Vincitori           | Vincitori                    | Vincitori |
| Data Resoconto         | Gran Premio (Circuito)                       | classe 80         | classe 125     | classe 250    | classe 500          | sidecar                      |           |
| 26 marzo Resoconto     | GP del Giappone (Suzuka)                     |                   | Ezio Gianola   | John Kocinski | Kevin Schwantz      |                              |           |
| 9 aprile Resoconto     | GP d'Australia (Phillip Island)              |                   | Àlex Crivillé  | Sito Pons     | Wayne Gardner       |                              |           |
| 16 aprile Resoconto    | GP degli Stati Uniti d'America (Laguna Seca) |                   |                | John Kocinski | Wayne Rainey        | Steve Webster Tony Hewitt    |           |
| 30 aprile Resoconto    | GP di Spagna (Jerez)                         | Herri Torrontegui | Àlex Crivillé  | Luca Cadalora | Eddie Lawson        |                              |           |
| 14 maggio Resoconto    | GP delle Nazioni (Misano Adriatico)          | Jorge Martínez    | Ezio Gianola   | Sito Pons     | Pierfrancesco Chili |                              |           |
| 28 maggio Resoconto    | GP della Germania Ovest (Hockenheimring)     | Peter Öttl        | Àlex Crivillé  | Sito Pons     | Wayne Rainey        | Steve Webster Tony Hewitt    |           |
| 4 giugno Resoconto     | GP d'Austria (Salisburgo)                    |                   | Hans Spaan     | Sito Pons     | Kevin Schwantz      | Rolf Biland Kurt Waltisperg  |           |
| 11 giugno Resoconto    | GP di Jugoslavia (Fiume)                     | Peter Öttl        |                | Sito Pons     | Kevin Schwantz      |                              |           |
| 24 giugno Resoconto    | GP d'Olanda (Assen)                          | Peter Öttl        | Hans Spaan     | Reinhold Roth | Wayne Rainey        | Steve Webster Tony Hewitt    |           |
| 2 luglio Resoconto     | GP del Belgio (Spa)                          |                   | Hans Spaan     | Jacques Cornu | Eddie Lawson        | Egbert Streuer Geral de Haas |           |
| 16 luglio Resoconto    | GP di Francia (Le Mans)                      |                   | Jorge Martínez | Carlos Cardús | Eddie Lawson        | Rolf Biland Kurt Waltisperg  |           |
| 6 agosto Resoconto     | GP di Gran Bretagna (Donington Park)         |                   | Hans Spaan     | Sito Pons     | Kevin Schwantz      | Steve Webster Tony Hewitt    |           |
| 13 agosto Resoconto    | GP di Svezia (Anderstorp)                    |                   | Àlex Crivillé  | Sito Pons     | Eddie Lawson        | Rolf Biland Kurt Waltisperg  |           |
| 27 agosto Resoconto    | GP di Cecoslovacchia (Brno)                  | Herri Torrontegui | Àlex Crivillé  | Reinhold Roth | Kevin Schwantz      | Egbert Streuer Geral de Haas |           |
| 17 settembre Resoconto | GP del Brasile (Goiânia)                     |                   |                | Luca Cadalora | Kevin Schwantz      |                              |           |

## Sistema di punteggio e legenda
| Pos.  | 1  | 2  | 3  | 4  | 5  | 6  | 7 | 8 | 9 | 10 | 11 | 12 | 13 | 14 | 15 | 16 > |
| ----- | -- | -- | -- | -- | -- | -- | - | - | - | -- | -- | -- | -- | -- | -- | ---- |
| Punti | 20 | 17 | 15 | 13 | 11 | 10 | 9 | 8 | 7 | 6  | 5  | 4  | 3  | 2  | 1  | 0    |

## Le classi

### Classe 500
| 1 | Honda  | 257   |
| 2 | Yamaha | 227,5 |
| 3 | Suzuki | 211,5 |
| 4 | Cagiva | 38    |
| 5 | Fior   | 33    |

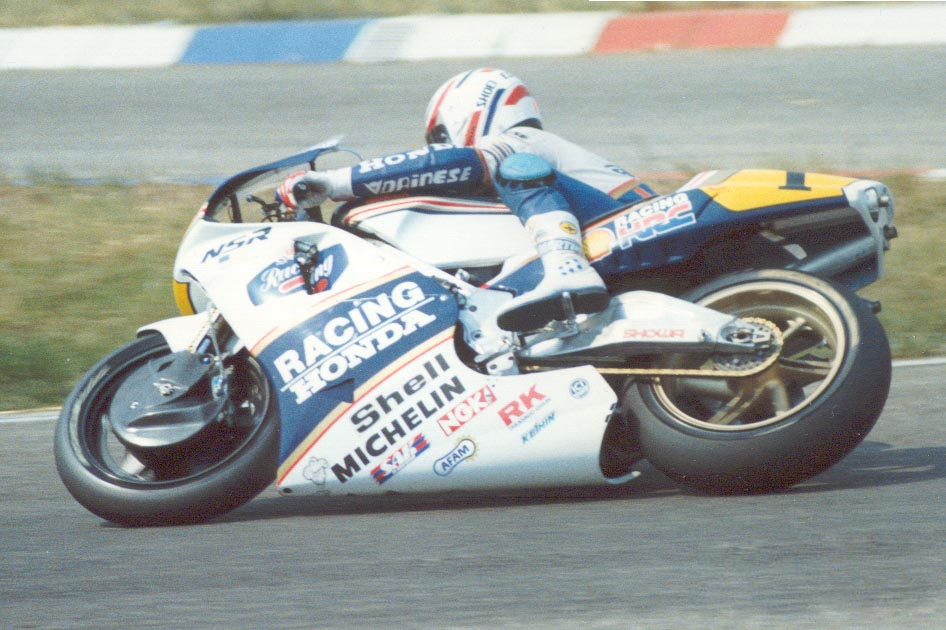
Eddie Lawson si conferma campione del mondo al primo anno con la Honda.

Per quanto il titolo sia stato conquistato da Eddie Lawson (al suo quarto titolo) che aveva ottenuto anche 4 vittorie nei singoli gran premi, il pilota più vittorioso dell'anno fu Kevin Schwantz su Suzuki RGV che si aggiudicò 6 gare. Tre tappe furono invece appannaggio di Wayne Rainey su Yamaha YZR e le due restanti di Wayne Gardner e Pierfrancesco Chili (entrambi su Honda).
Da registrare nella stagione anche il rientro alle gare di Freddie Spencer, vincitore di due titoli con la Honda negli anni precedenti e passato alla guida di una Yamaha nel team gestito da Giacomo Agostini; non fu però un ritorno particolarmente brillante essendosi classificato in 16ª posizione generale e con un 5º posto quale miglior risultato in gara. Meglio di lui durante la stagione fece invece un esordiente, l'australiano Mick Doohan, piazzandosi al 9º finale e ottenendo anche un piazzamento sul podio.
Nel Gran Premio motociclistico del Belgio, in un gran premio disturbato dalla pioggia venne assegnato solamente metà punteggio a causa dell'eccessivo numero di ripartenze, contrario al regolamento FIM. La decisione finale della classifica di questo gran premio venne presa solo a distanza dalla sua effettuazione, annullando di fatto il risultato del terzo tratto di gara che era stato svolto.
Nel Gran Premio motociclistico d'Italia, anch'esso disturbato dalle avverse condizioni meteorologiche, molti dei principali piloti decisero di non riprendere la corsa dopo la prima interruzione e vi furono solamente 10 piloti che tagliarono il traguardo.
Curiosamente John Kocinski che aveva iniziato la stagione nella 250 disputò anche una prova della classe regina; situazione simile anche per Luca Cadalora, al via in entrambe le classi.

Classifica piloti (prime 5 posizioni)
| Pos. | Pilota           | Moto   |   |     |   |     |    |     |   |   |     |   |   |   |     |   |   | P.ti  |
| ---- | ---------------- | ------ | - | --- | - | --- | -- | --- | - | - | --- | - | - | - | --- | - | - | ----- |
| 1    | Eddie Lawson     | Honda  | 3 | 5   | 3 | 1   | NP | 2   | 2 | 3 | 2   | 1 | 1 | 2 | 1   | 2 | 2 | 228   |
| 2    | Wayne Rainey     | Yamaha | 2 | 2   | 1 | 2   | NP | 1   | 3 | 2 | 1   | 3 | 3 | 3 | Rit | 3 | 3 | 210,5 |
| 3    | Christian Sarron | Yamaha | 7 | 3   | 6 | 4   | NP | 5   | 4 | 5 | 3   | 4 | 4 | 5 | 2   | 4 | 8 | 165,5 |
| 4    | Kevin Schwantz   | Suzuki | 1 | Rit | 2 | Rit | NP | Rit | 1 | 1 | Rit | 2 | 2 | 1 | Rit | 1 | 1 | 162,5 |
| 5    | Kevin Magee      | Yamaha | 5 | 4   | 4 |     |    | 7   | 5 | 4 | 4   | 7 | 5 | 6 | 5   | 7 | 6 | 138,5 |
| Pos. | Pilota           | Moto   |   |     |   |     |    |     |   |   |     |   |   |   |     |   |   | P.ti  |

| Legenda                                                                        | 1º posto        | 2º posto        | 3º posto | A punti      | Senza punti        | Grassetto=Pole position Corsivo=Giro più veloce |
| Legenda                                                                        | Gara non valida | Non qualificato | Ritirato | Squalificato | "-" Dato non disp. | Grassetto=Pole position Corsivo=Giro più veloce |
| Fonte dei dati: motogp.com, racingmemo.free.fr, autosport.com, jumpingjack.nl. |                 |                 |          |              |                    |                                                 |

### Classe 250
| 1 | Honda         | 288 |
| 2 | Yamaha        | 208 |
| 3 | Aprilia       | 116 |
| 4 | Assmex Yamaha | 28  |
| 5 | Seel Yamaha   | 1   |

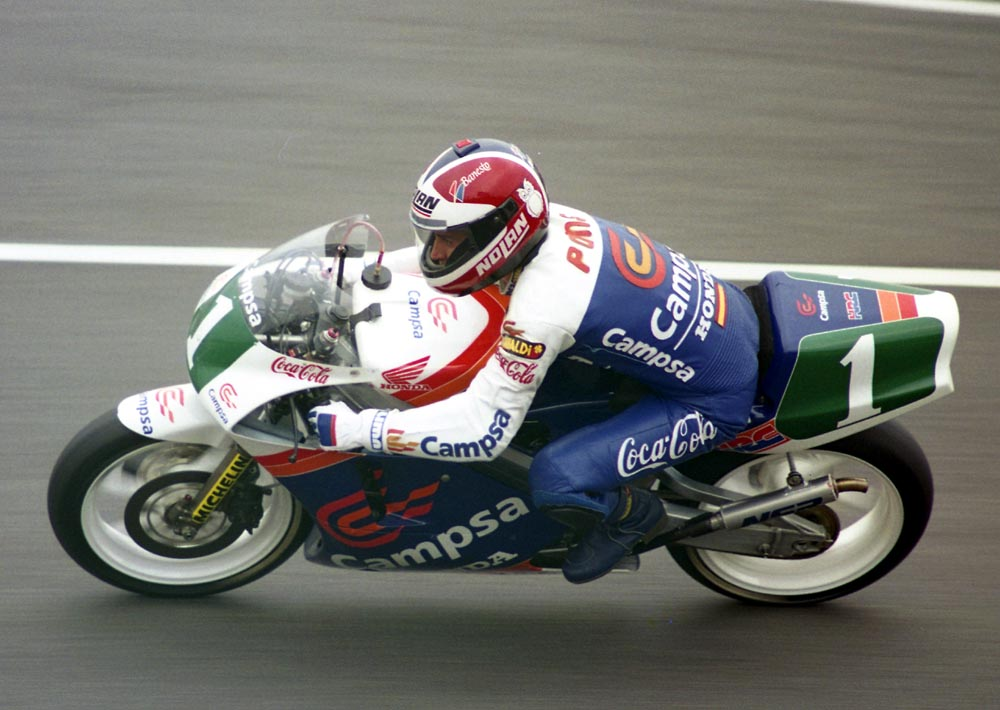
Sito Pons su Honda.

Dopo che due delle prime tre prove furono vinte dalla wild card statunitense John Kocinski su una Yamaha YZR 250, il pilota maggiormente vittorioso nell'anno fu Sito Pons su Honda NSR 250 che, oltre ad ottenere il titolo iridato, si aggiudicò 7 dei gran premi in programma. Fu questo il suo secondo titolo consecutivo.
Due altre prove furono vinte da Reinhold Roth (Honda) che giunse al secondo posto finale e da Luca Cadalora (Yamaha) giunto poi quinto; una a testa invece tra Jacques Cornu e Carlos Cardús (entrambi su Honda) rispettivamente terzo e quarto al termine dell'anno.
Da registrare, in occasione del Gran Premio motociclistico di Germania, l'incidente mortale in cui è incorso il pilota venezuelano Ivan Palazzese.

Classifica piloti (prime 5 posizioni)
| Pos. | Pilota        | Moto   |     |   |   |     |     |    |     |     |     |   |    |     |   |   |   | P.ti |
| ---- | ------------- | ------ | --- | - | - | --- | --- | -- | --- | --- | --- | - | -- | --- | - | - | - | ---- |
| 1    | Sito Pons     | Honda  | 2   | 1 | 4 | 2   | 1   | 1  | 1   | 1   | 2   | 2 | 3  | 1   | 1 | 4 | 4 | 262  |
| 2    | Reinhold Roth | Honda  | Rit | 5 | 8 | 6   | 5   | 2  | 7   | 2   | 1   | 4 | 6  | 2   | 2 | 1 | 6 | 190  |
| 3    | Jacques Cornu | Honda  | 9   | 6 | 6 | Rit | 3   | 5  | 2   | 3   | 3   | 1 | 2  | 4   | 3 | 3 | 9 | 187  |
| 4    | Carlos Cardús | Honda  | 8   | 7 | 5 | 5   | 4   | 6  | 6   | 6   | 4   | 3 | 1  | Rit | 4 | 8 | 5 | 162  |
| 5    | Luca Cadalora | Yamaha | 3   | 3 | 3 | 1   | Rit | 11 | Rit | Rit | Rit | 5 | 11 | Rit | 5 | 6 | 1 | 127  |
| Pos. | Pilota        | Moto   |     |   |   |     |     |    |     |     |     |   |    |     |   |   |   | P.ti |

| Legenda                                                                        | 1º posto        | 2º posto        | 3º posto | A punti      | Senza punti        | Grassetto=Pole position Corsivo=Giro più veloce |
| Legenda                                                                        | Gara non valida | Non qualificato | Ritirato | Squalificato | "-" Dato non disp. | Grassetto=Pole position Corsivo=Giro più veloce |
| Fonte dei dati: motogp.com, racingmemo.free.fr, autosport.com, jumpingjack.nl. |                 |                 |          |              |                    |                                                 |

### Classe 125
| 1 | Honda     | 218 |
| 2 | Cobas     | 166 |
| 3 | Derbi     | 144 |
| 4 | Aprilia   | 104 |
| 5 | Garelli   | 34  |
| 6 | Gazzaniga | 10  |
| 7 | Rotax     | 8   |
| 8 | ERM       | 4   |
| 9 | EMC       | 1   |

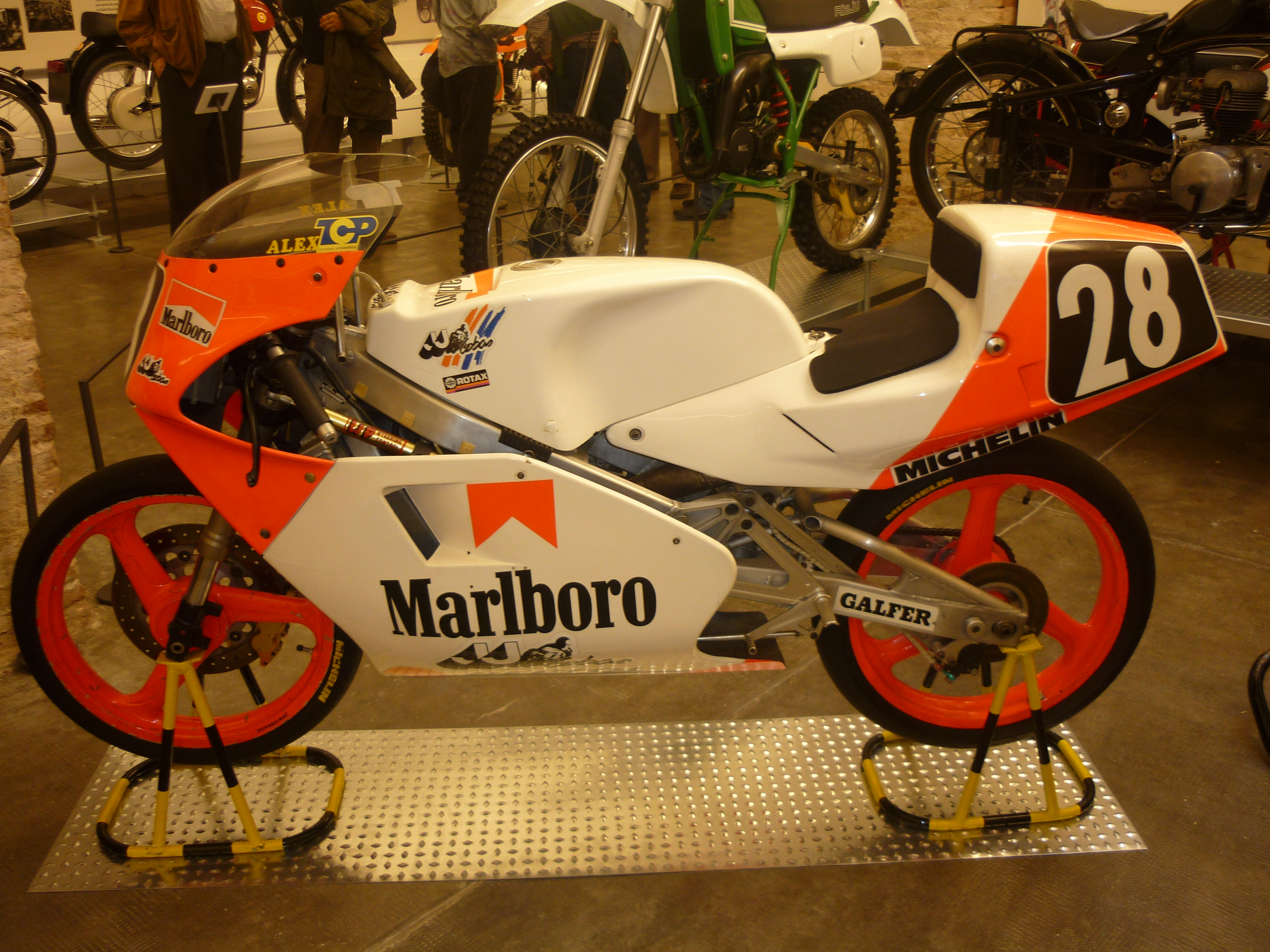
La JJ Cobas di Crivillé.

Per quanto avesse iniziato la stagione con un incidente che gli impedì di prendere il via nel gran premio inaugurale, Àlex Crivillé ottenne 5 successi sulle 12 prove disputate e sulla sua JJ-Cobas riuscì ad ottenere il titolo iridato piloti.
Alle sue spalle giunsero le due Honda di Hans Spaan e Ezio Gianola mentre il detentore del titolo 1988 Jorge Martínez giunse al nono posto.
La Honda, che quest'anno aveva deciso di affidare la gestione delle sue motociclette ufficiali a strutture esterne scelte dai piloti, riuscì ad ottenere il titolo riservato ai costruttori grazie anche alle 4 vittorie ottenute da Spaan e alle 2 di Gianola.

Classifica piloti (prime 5 posizioni)
| Pos. | Pilota          | Moto     |     |     |    |     |     |     |     |    |     |     |     |   |     |    |    | P.ti |
| ---- | --------------- | -------- | --- | --- | -- | --- | --- | --- | --- | -- | --- | --- | --- | - | --- | -- | -- | ---- |
| 1    | Àlex Crivillé   | JJ-Cobas | NP  | 1   | NE | 1   | Rit | 1   | 3   | NE | 2   | Rit | 2   | 2 | 1   | 1  | NE | 166  |
| 2    | Hans Spaan      | Honda    | Rit | 8   | NE | Rit | 2   | 4   | 1   | NE | 1   | 1   | Rit | 1 | 2   | 2  | NE | 152  |
| 3    | Ezio Gianola    | Honda    | 1   | 5   | NE | 4   | 1   | 2   | Rit | NE | Rit | 2   | 3   | 3 | Rit | 6  | NE | 138  |
| 4    | Hisashi Unemoto | Honda    | 2   | Rit | NE | 8   | 6   | 5   | 22  | NE | 5   | 3   | 6   | 5 | Rit | 5  | NE | 104  |
| 5    | Fausto Gresini  | Aprilia  | 11  | 7   | NE | 5   | 3   | Rit | 5   | NE | 6   | 7   | 5   | 8 | 5   | 14 | NE | 102  |
| Pos. | Pilota          | Moto     |     |     |    |     |     |     |     |    |     |     |     |   |     |    |    | P.ti |

| Legenda                                                                        | 1º posto        | 2º posto        | 3º posto | A punti      | Senza punti        | Grassetto=Pole position Corsivo=Giro più veloce |
| Legenda                                                                        | Gara non valida | Non qualificato | Ritirato | Squalificato | "-" Dato non disp. | Grassetto=Pole position Corsivo=Giro più veloce |
| Fonte dei dati: motogp.com, racingmemo.free.fr, autosport.com, jumpingjack.nl. |                 |                 |          |              |                    |                                                 |

### Classe 80

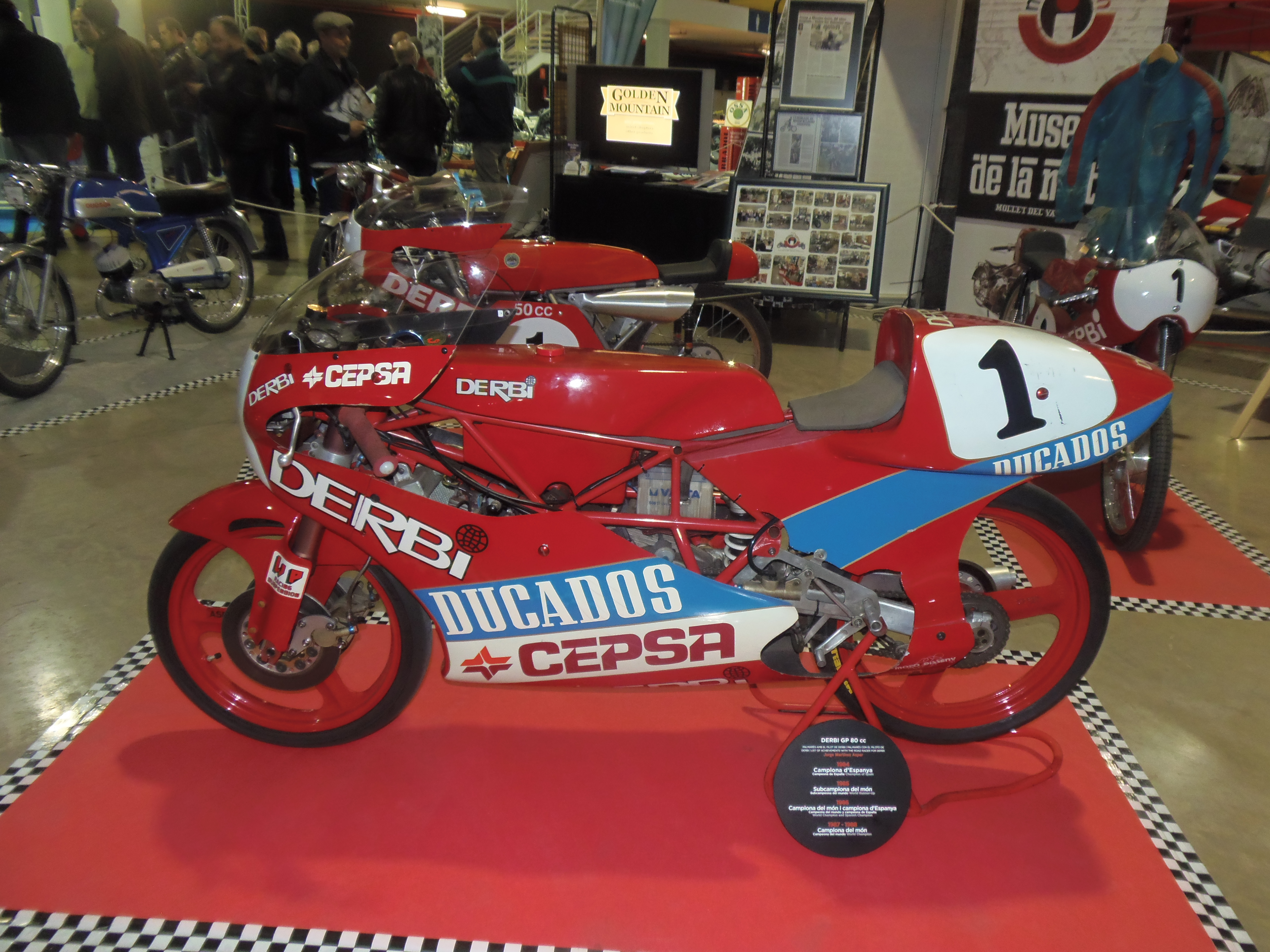
La Derbi di Herreros.

Con questa stagione terminò la storia della classe 80, dopo l'effettuazione di 47 prove in totale nei 6 anni di presenza della classe nei calendari dal motomondiale 1984.
L'ultimo pilota a potersi fregiare del titolo della categoria è stato lo spagnolo Manuel Herreros su Derbi; l'albo d'oro della classe oltre a lui presentava il nome di soli altri due piloti, il connazionale Jorge Martínez vincitore in tre occasioni (quest'anno ottavo) e lo svizzero Stefan Dörflinger iridato due volte e quest'anno giunto al secondo posto.
L'ultimo titolo costruttori fu della Krauser che ottenne la vittoria in 5 delle 6 gare dell'anno; curiosamente il pilota maggiormente vittorioso fu Peter Öttl con tre successi ma non riuscì ad andare oltre il terzo posto finale, preceduto da due piloti che di vittorie non ne avevano ottenute nessuna.

Classifica piloti (prime 5 posizioni)
| Pos. | Pilota            | Moto    |    |    |    |    |     |    |    |    |     |    |    |    |    |     |    | P.ti |
| ---- | ----------------- | ------- | -- | -- | -- | -- | --- | -- | -- | -- | --- | -- | -- | -- | -- | --- | -- | ---- |
| 1    | Manuel Herreros   | Derbi   | NE | NE | NE | 5  | 4   | 2  | NE | 2  | 2   | NE | NE | NE | NE | 2   | NE | 92   |
| 2    | Stefan Dörflinger | Krauser | NE | NE | NE | 2  | 5   | 5  | NE | 3  | 3   | NE | NE | NE | NE | 5   | NE | 80   |
| 3    | Peter Öttl        | Krauser | NE | NE | NE | 3  | Rit | 1  | NE | 1  | 1   | NE | NE | NE | NE | Rit | NE | 75   |
| -    | Herri Torrontegui | Krauser | NE | NE | NE | 1  | 3   | 3  | NE | SQ | 11  | NE | NE | NE | NE | 1   | NE | 75   |
| 5    | Gabriele Gnani    | Gnani   | NE | NE | NE | 10 | 2   | 10 | NE | 8  | Rit | NE | NE | NE | NE | 8   | NE | 45   |
| Pos. | Pilota            | Moto    |    |    |    |    |     |    |    |    |     |    |    |    |    |     |    | P.ti |

| Legenda                                                                        | 1º posto        | 2º posto        | 3º posto | A punti      | Senza punti        | Grassetto=Pole position Corsivo=Giro più veloce |
| Legenda                                                                        | Gara non valida | Non qualificato | Ritirato | Squalificato | "-" Dato non disp. | Grassetto=Pole position Corsivo=Giro più veloce |
| Fonte dei dati: motogp.com, racingmemo.free.fr, autosport.com, jumpingjack.nl. |                 |                 |          |              |                    |                                                 |

### Classe sidecar

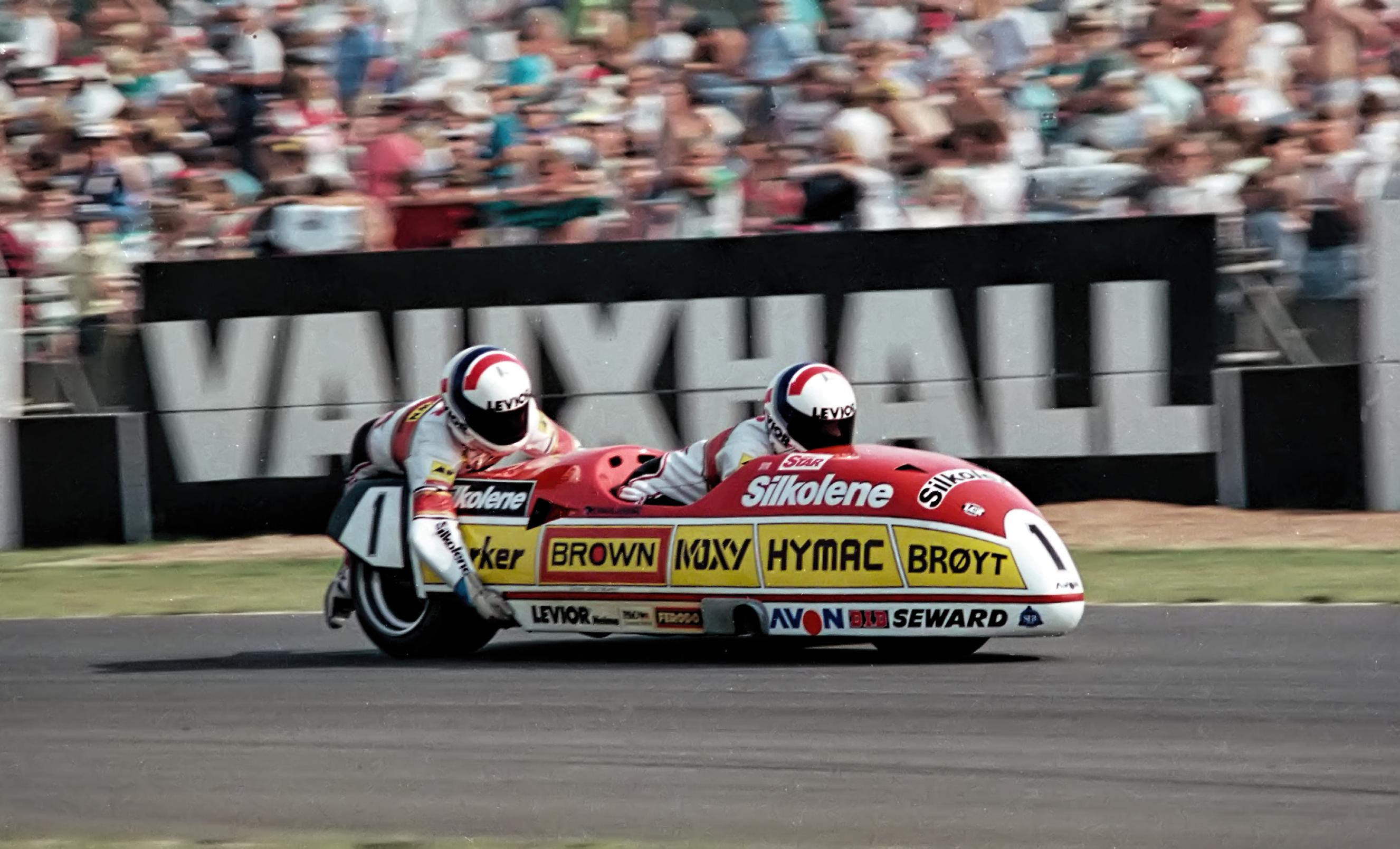
Il sidecar LCR Krauser, guidato da Steve Webster e Tony Hewitt.

Per l'equipaggio Steve Webster/Tony Hewitt si trattò del terzo titolo mondiale consecutivo.
Da registrare anche il ritiro a fine stagione di Rolf Steinhausen pluriiridato della categoria.

Classifica equipaggi (prime 5 posizioni)
| Pos. | Pilota                                   | Moto        |    |    |   |    |    |   |    |    |   |   |    |   |   |   |    | P.ti |
| ---- | ---------------------------------------- | ----------- | -- | -- | - | -- | -- | - | -- | -- | - | - | -- | - | - | - | -- | ---- |
| 1    | Steve Webster/Tony Hewitt                | LCR-Krauser | NE | NE | 1 | NE | NE | 1 | 15 | NE | 1 | 2 | 2  | 1 | 3 | 3 | NE | 145  |
| 2    | Egbert Streuer/Geral de Haas             | LCR-Yamaha  | NE | NE | - | NE | NE | 2 | 2  | NE | 2 | 1 | 3  | 2 | 4 | 1 | NE | 136  |
| 3    | Alain Michel/Jean-Marc Fresc             | LCR-Krauser | NE | NE | 2 | NE | NE | - | 3  | NE | 4 | 8 | 4  | 4 | 2 | 4 | NE | 109  |
| 4    | Rolf Biland/Kurt Waltisperg              | LCR-Krauser | NE | NE | - | NE | NE | - | 1  | NE | 3 | 3 | 1  | 3 | 1 | - | NE | 105  |
| 5    | Markus Egloff / Urs Egloff-Gavin Simmons | SMS-Yamaha  | NE | NE | 3 | NE | NE | - | 6  | NE | - | 9 | 12 | 5 | 7 | 2 | NE | 73   |
| Pos. | Pilota                                   | Moto        |    |    |   |    |    |   |    |    |   |   |    |   |   |   |    | P.ti |

| Legenda                                                                        | 1º posto        | 2º posto        | 3º posto | A punti      | Senza punti        | Grassetto=Pole position Corsivo=Giro più veloce |
| Legenda                                                                        | Gara non valida | Non qualificato | Ritirato | Squalificato | "-" Dato non disp. | Grassetto=Pole position Corsivo=Giro più veloce |
| Fonte dei dati: motogp.com, racingmemo.free.fr, autosport.com, jumpingjack.nl. |                 |                 |          |              |                    |                                                 |